# Личина, Энад
Э́над Личи́на (серб. Енад Личина / Enad Ličina; 14 ноября 1979, Нови-Пазар) — сербский боксёр первой тяжёлой весовой категории. Выступает на профессиональном уровне начиная с 2005 года, владел титулами интерконтинентального чемпиона IBF и средиземноморского чемпиона WBC, был претендентом на титулы чемпиона мира IBF и чемпиона Европы EBU.

## Биография
Энад Личина родился 14 ноября 1979 года в городе Нови-Пазар Рашского округа Югославии.

### Любительская карьера
Начинал как боксёр-любитель, в 1997 году, представляя боксёрскую команду Югославии, занял третье место на чемпионате мира среди юниоров. В 2004 году представлял национальную сборную Сербии и Черногории, выступал в первой тяжёлой весовой категории на нескольких международных турнирах, хотя каких-то значительных успехов в любительском боксе не добился.

### Профессиональная карьера
Дебютировал среди профессионалов в апреле 2005 года, своего первого соперника победил по очкам в четырёх раундах. Боксировал преимущественно на территории Германии, одержал три победы, после чего в том же году потерпел первое в профессиональной карьере поражение — единогласным решением судей от поляка Алексия Куземского.
Несмотря на раннее поражение, Личина продолжил активно выходить на ринг и в течение трёх последующих лет сделал серию из одиннадцати побед подряд, в том числе взял верх над довольно известным американским тяжеловесом Кендриком Релефордом. Благодаря череде удачных выступлений удостоился права оспорить вакантный титул интерконтинентального чемпиона по версии Международной боксёрской федерации (IBF) — в ноябре 2008 года он встретился с другим претендентом, представителем США Отисом Гриффином, и победил его техническим нокаутом в третьем раунде. Сумел дважды защитить полученный чемпионский пояс, в частности победил сильного мексиканца Игнасио Эспарсу, однако в октябре 2009 года во время третьей защиты титула в двенадцати раундах уступил единогласным решением беглому кубинцу Йоану Пабло Эрнандесу, будущему чемпиону мира в первом тяжёлом весе.
Лишившись чемпионского титула, в 2010 году Энад Личина провёл два удачных рейтинговых боя и вышел на действующего чемпиона мира по версии IBF в первой тяжёлой весовой категории американца Стива Каннингема. В их поединке Каннингем выглядел лучше и защитил свой чемпионский пояс, победив единогласным судейским решением. Впоследствии Личина одержал ещё две победы и в феврале 2012 года оспорил вакантный титул чемпиона Европейского боксёрского союза (EBU) — в итоге по очкам уступил россиянину Александру Алексееву. На 2013 год планировался бой Личины против знаменитого хорватского боксёра Желько Мавровича, но тот получил травму, и бой так и не состоялся.
В настоящее время Энад Личина проживает во Франкфурте-на-Майне, продолжает регулярно участвовать в различных боксёрских турнирах в Германии. Так, в феврале 2016 года он выиграл вакантный титул средиземноморского чемпиона по версии Всемирного боксёрского совета (WBC). Имеет продолжающуюся серию из десяти побед подряд, хотя уровень его оппозиции в этот период не очень высок.